# Porphyrodesme hewittii
Porphyrodesme hewittii là một loài thực vật có hoa trong họ Lan. Loài này được (Ames ex Merr.) Garay miêu tả khoa học đầu tiên năm 1972.